# Hendrik Krüzen
Hendrik „Hendrie“ Krüzen (* 24. November 1964 in Almelo, Niederlande) ist ein ehemaliger niederländischer Fußballspieler. Er spielte auf der Position des Linksaußen.
Krüzen begann seine Profikarriere 1980 beim SC Heracles Almelo. In den 1980er und 1990er spielte er bei verschiedenen niederländischen Profivereinen, darunter dem FC Den Bosch, PSV Eindhoven, AZ Alkmaar und Go Ahead Eagles Deventer. In Belgien spielte er bei KV Kortrijk, RFC Lüttich und KSV Waregem.
Krüzen bestritt im Trikot der niederländischen Nationalmannschaft fünf Länderspiele, ohne dabei ein Tor zu erzielen. 1988 gewann er bei der Europameisterschaft den Titel, kam selbst aber nur in der Vorrunde zu einem Kurzeinsatz.
Im Jahre 2002 beendete er seine Karriere und arbeitete anschließend als Assistenztrainer bei Heracles Almelo. Von dort wechselte er gemeinsam mit Cheftrainer Peter Bosz zur Saison 2013/14 zum Ligakonkurrenten Vitesse Arnheim. Nachdem der sportlich erfolgreiche Bosz zur Saison 2016/2017 Cheftrainer bei Ajax Amsterdam wurde, folgte Krüzen ihm dorthin, um ab dem 1. Juli 2017 gemeinsam den Bundesligisten Borussia Dortmund zu trainieren. Am 10. Dezember wurden Bosz und Krüzen freigestellt.
Zwischen Januar 2019 und März 2021 hatten Bosz und Krüzen erneut gemeinsam in der deutschen Bundesliga gearbeitet, diesmal für Bayer 04 Leverkusen, bis beide von ihren Aufgaben entbunden wurden.